# Lamprophthalma metallica
Lamprophthalma metallica är en tvåvingeart som beskrevs av Josef Aloizievitsch Portschinsky 1891. Lamprophthalma metallica ingår i släktet Lamprophthalma och familjen bredmunsflugor.
Artens utbredningsområde är Iran. Inga underarter finns listade i Catalogue of Life.